# اوکتیابرسکویه (خاسافیورت)
اوکتیابرسکویه (به لاتین: Oktyabrskoye) یک منطقهٔ مسکونی در روسیه است که در داغستان واقع شده‌است.